# Heinrich Bleichrodt
Heinrich Bleichrodt (ur. 21 października 1909, zm. 9 stycznia 1977) – niemiecki oficer marynarki, korvettenkapitän, podczas II wojny światowej dowódca niemieckich okrętów podwodnych U-48, U-67 oraz U-109. W trakcie działań wojennych podczas bitwy o Atlantyk zatopił 24 statki o łącznym tonażu 151 260 BRT oraz slup HMS „Dundee”. Po kapitulacji III Rzeszy został uwięziony, po czym zwolniony 25 września 1945 roku.
24 października 1940 roku odznaczony Krzyżem Rycerskim jako 41. w Kriegsmarine i 18. w U-Boot-Waffe, 23 września 1942 roku – jako 125 w Wermachcie, 17 w Kriegsmarine i 15. w U-Boot-Waffe – Liśćmi Dębu.

## Służba
Do służby w Reichsmarine wstąpił w 1933 roku, od lipca do października 1939 roku służył na ciężkim krążowniku „Admiral Hipper”, po czym został przydzielony do sztabu floty podwodnej (BdU), następnie został skierowany do szkolenia w zakresie pływania podwodnego, które ukończył kwietniu 1940 roku. Otrzymał wówczas przydział do 1. Flotylla U-Bootów „Weddingen”, gdzie służył jako 1. oficer wachtowy na U-8 typu IIB, z końcem czerwca tego roku objął funkcję oficera wachtowego i rozpoczął szkolenie dowódcze w 2. Flotylli U-Bootów „Saltzwedel”, które ukończył 22 lipca 1940 roku.
4 września 1940 roku otrzymał pierwsze samodzielne dowództwo okrętu podwodnego, kiedy objął dowództwo U-Boota U-48 typu VIIB, piastując je do 16 grudnia tego samego roku. Odbył w tym czasie dwa patrole bojowe, podczas których zatopił 15 jednostek w tym brytyjski slup HMS „Dundee” Rozpoczął wtedy szkolenie techniczne Baubelehrung w stoczni Deschimag w Bremie, ukończone w styczniu 1941 roku. 22 stycznia tego roku objął dowództwo U-67, na jednostce tej nie odbył jednak żadnego rejsu bojowego i już 5 czerwca 1941 roku objął dowodzenie U-109. Do końca lutego 1943 roku z okrętem tym przeprowadził sześć patroli wojennych, podczas których zatopił 12 statków o łącznej pojemności 74796 ton.
Z końcem lutego tego roku rozpoczął służbę w 27. Flotylli U-Bootów, jako szef szkolenia obsługi okrętów, od lipca zaś 1943 roku do lutego 1944 pełnił funkcję instruktora taktycznego dla oficerów w 2. dywizjonie szkolnym U-Bootów (2. ULD) w Gdyni. W 1944 roku objął stanowisko dowódcy 2. ULD, które pełnił do czerwca tego roku, po czym do kapitulacji Niemiec pełnił funkcje dowódcy 22. Flotylli U-Bootów.
Po kapitulacji został aresztowany po czym zwolniony 25 września 1945 roku. 24 października 1940 roku odznaczony Krzyżem Rycerskim jako 41. w Kriegsmarine i 18. w U-Boot-Waffe, 23 września 1942 roku – jako 125 w Wermachcie, 17 w Kriegsmarine i 15. w U-Boot-Waffe – Liśćmi Dębu. Zatopił ogółem 24 statki o łącznym tonażu 151 260 BRT, jeden okręt o wyporności 1060 ton i uszkodził dwa statki o łącznym tonażu 11 684 BRT. Zmarł 9 stycznia 1977 roku w Monachium.